# Nomos Pieria

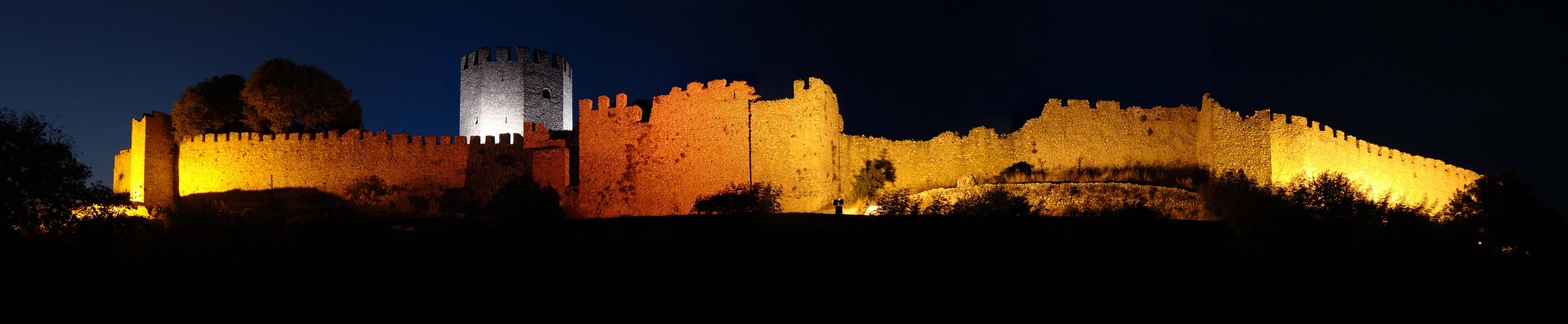
Zamek w miejscowości Platamonas

Nomos Pieria (gr. Νομός Πιερίας) – dawna prefektura Grecji, położona w regionie Macedonia Środkowa, między Morzem Egejskim a Masywem Olimpijskim, ze stolicą w mieście Katerini. Znana ze stanowisk archeologicznych (Dion, Platamonas, Pydna) i popularnych kurortów (Leptokaria, Paralia Katerinis, Paralia Skotinas). 
Nomosy (prefektury) zniesiono reformą administracyjną, która weszła w życie 1 stycznia 2011.

## Gminy w nomosie Pieria
- Aiginio
- Dion (ośrodek administracyjny: Kontariotissa)
- Elafina (ośrodek administracyjny: Palaio Keramidi)
- Katerini
- Kolindros
- Korinos
- Litochoron
- Metoni
- Paralia Katerinis
- Petra
- Pierion
- Pydna
- Anatolikos Olimbos (Wschodni Olimp), ośrodek administracyjny: Leptokaria